# Thâm nhập khí quyển phi đạn đạo

Các pha của quỹ đạo trượt

Non-ballistic atmospheric entry hay hồi quyển phi đạn đạo là một loại quỹ đạo thâm nhập khí quyển phi đạn đạo nhờ sử dụng cánh khí động học ở tầng trên của khí quyển. Nó bao gồm quỹ đạo dạng "nhảy lớp hay nhảy thia lia" (skip) và tàu lượn.
Nhảy lớp hay Skip là quỹ đạo chuyển động của tàu vũ trụ mà theo đó tàu vũ trụ sẽ nảy bật ra ngoài bầu khí quyển và sau đó rơi trở lại bầu khí quyển. Glide là quỹ đạo bay mà tàu vũ trụ sẽ vẫn giữ ở trong bầu khí quyển trong một hành trình bay dài và duy trì trong bầu khí quyển tới khi tiếp cận mục tiêu. Trong phần lớn các trường hợp, quỹ đạo nhảy thia lia gần như tăng gấp đôi tầm hoạt động của các tàu vũ trụ bay dưới quỹ đạo và các phương tiện hồi quyển khác so với quỹ đạo bay theo đạn đạo thuần túy. Mặt khác, kiểu quỹ đạo thia lia cho phép phạm vi hoạt động của phương tiện bay được kéo dài thêm nữa.
Hồi quyển phi đnaj đạo lần đầu tiên được nghiên cứu một cách nghiêm túc như là giải pháp để nâng cao tầm bắn của các tên lửa đạn đạo xuyên lục địa. Các khái niệm khí động học cơ bản đã được sử dụng để sản xuất các phương tiện hồi quyển có khả năng cơ động (MARV), nhằm tăng độ chính xác của một số loại tên lửa đạn đạo tầm ngắn như Pershing II. Gần đây hơn, ý tưởng này đã được sử dụng để sản xuất phương tiện bay siêu thanh (HGV) nhằm tránh bị đánh chặn như trường hợp của Avangard. Việc mở rộng phạm vi được áp dụng như một cách để cho phép các đầu đạn bay ở độ cao thấp hơn, giúp tránh bị radar phát hiện trong thời gian dài hơn so với quỹ đạo đạn đạo bay cao hơn.
Khái niệm này cũng đã được sử dụng để kéo dài thời gian quay lại Trái đất đối với các phương tiện bay tàu vũ trụ quay trở lại Trái đất từ Mặt trăng, nếu không các phi hành gia sẽ phải giảm một lượng vận tốc lớn trong thời gian ngắn và do đó phải chịu sự gia tăng nhiệt rất cao. Mô đun chỉ huy Apollo cũng sử dụng quỹ đạo bay thia lia, cũng như tàu Zond của Liên Xô và Chang'e 5-T1 của Trung Quốc ..

## Lịch sử

### Nguyên mẫu ban đầu
Những ý tưởng cơ bản được đưa ra ban đầu bởi các sĩ quan pháo binh Đức, họ nhận ra rằng đạn pháo dạng mũi tên Peenemünder Pfeilgeschosse có tầm bắn xa hơn nhiều khi bay ở độ cao lớn. Đây là sự kiện mà chưa từng được nghĩ đến do địa hình và lớp không khí loãng, nhưng khi xét đến hai yếu tố này người ta cũng không thể giải thích được nguyên nhân của việc tầm bắn tăng vọt. Các nghiên cứu tại Peenemünde đưa đến khám phá ra rằng khi đạn pháo bay càng lâu trong lớp khí quyển loãng ở độ cao lớn sẽ khiến cho đạn pháo bay với góc tấn lớn, từ đó sinh ra lực nâng khí động khi ở vận tốc bay siêu âm. Tuy nhiên rất khó để tính toán chính xác quỹ đạo bay của đạn pháo, nhưng khả năng tận dụng nó để mở rộng tầm bắn vẫn được các kỹ sư tận dụng.
Tháng Sáu năm 1939, Kurt Patt làm việc tại Phòng thiết kế của Klaus Riedel tại Peenemünde đưa ra đề xuất sử dụng cánh để chuyển đổi tốc độ và độ cao bay thành lực nâng khí động học và tầm bắn. Ông tính toán nó sẽ giúp tăng gấp đôi tầm bắn của tên lửa A-4 từ 275 kilômét (171 mi) đến khoảng 550 kilômét (340 mi). Các phát triển ban đầu tạo nên nguyên mẫu mang tên A-9, dù chủ yếu là thử nghiệm trong đường hầm gió tại công ty Zeppelin-Staaken. Các nghiên cứu cấp thấp tiếp tục cho đến năm 1942 thì bị hủy bỏ.
Đề xuất sớm nhất về khái niệm sử dụng cấu hình dạng tầu lượn gắn động cơ được đưa ra năm 1941 mang tên Silbervogel, theo đề xuất của Eugen Sänger về việc chế tạo máy bay ném bom động cơ tên lửa có khả năng tấn công New York City cất cánh từ các căn cứ tại Đức sau đó sẽ bay theo tuyến đường bay qua Nhật Bản, hạ cánh ở biển Thái Bình Dương đang do Hải quân Đế quốc Nhật kiểm soát. Ý tưởng là sử dụng cánh của phương tiện bay để tạo lực nâng và lực kéo để bay theo quỹ đạo đạn đạo kiểu mới, thâm nhập khí quyển sau đó trượt khỏi khí quyển lần nữa và giúp cho phương tiện bay có thêm thởi gian giảm nhiệt giữa các lần nhảy. Sau đó các thí nghiệm chỉ ra rằng tải trọng nhiệt trong quá trình nhảy thia lia lớn hơn nhiều so với tính toán, lượng nhiệt này có khả năng sẽ làm nóng chảy tàu vũ trụ.
Năm 1943, các phát triển tên lửa A-9 được tiếp tục trở lại với tên gọi A-4b. A-4b sử dụng cánh quét để tăng tầm bay của tên lửa V-2 đủ để tấn công các thành phố the Midlands của Vương quốc Anh hoặc London từ các bệ phóng nằm sâu hơn trong nước Đức. A-9 về cơ bản tương tự như vậy, nhưng sau được thiết kế cánh dạng ogival delta, thay cho cánh quét. Thiết kế này được triển khai như là phương tiện bay có người lái, được đặt trên đỉnh của tên lửa đạn đạo liên lục địa A-9/A-10, sau khi tách ra khỏi tên lửa ở quỹ đạo trên Đại Tây Dương, tàu sẽ lượn đến New York trước khi phi công nhảy dù ra ngoài.

### Những phát triển sau chiến tranh

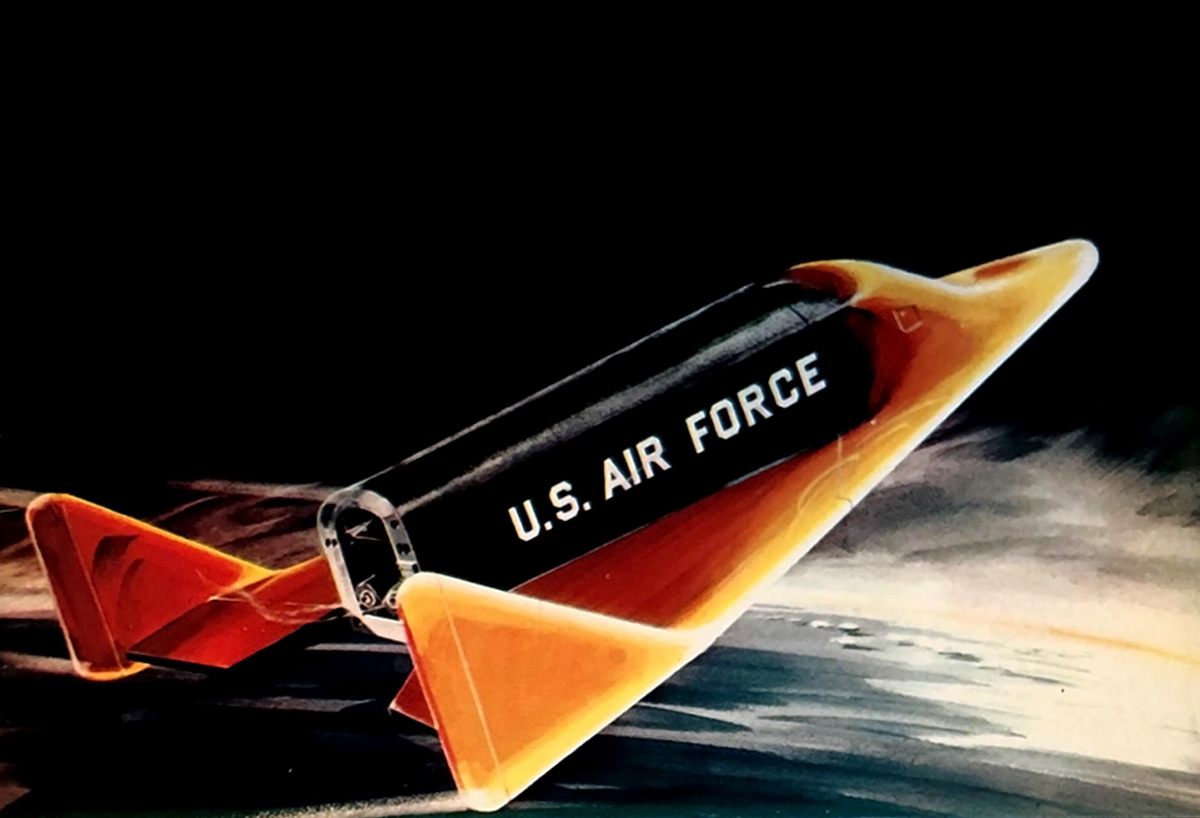
Đến nay, chương trình X-20 Dyna Soar là chương trình mang tính thực sự nhất khi đã chế tạo được nguyên mẫu phương tiện bay có người lái.

Ngay sau khi Chiến tranh kết thúc, kỹ sư tên lửa Liên Xô Aleksei Isaev đã thu được một bản sao của báo cáo năm 1944 về cấu hình của Silbervogel. Ông đã dịch tài liệu sang tiếng Nga và nó đã thu hút sự chú ý của Joseph Stalin, người vốn rất chú ý đến ý tưởng về antipodal bomber. Năm 1946, ông cử con trai mình là Vasily Stalin cùng nhà khoa học tên lửa Grigori Tokaty, người cũng đã nghiên cứu về tên lửa có cánh trước chiến tranh, đến gặp Sänger và Irene Bredt tại Paris và cố gắng mời họ tham gia chương trình phát triển tên lửa ở Liên Xô, tuy nhiên cả hai đã từ chối.
Tháng Mười một năm 1946, Liên Xô thành lập viện nghiên cứu NII-1 dưới sự lãnh đạo của Mstislav Keldysh để phát triển một tên lửa tương tự mà không cần nhờ tới Sänger và Bredt. Các nghiên cứu ban đầu của các nhà khoa học Liên Xô đã chuyển đổi từ khái niệm trượt siêu thanh chạy bằng động cơ tên lửa sang tên lửa hành trình siêu âm sử dụng động cơ ramjet, tương tự như tên lửa hành trình Navaho đang được phát triển ở Hoa Kỳ khi đó. Việc phát triển tiếp tục trong một thời gian với tên gọi máy bay ném bom Keldysh, nhưng những cải tiến trong thiết kế tên lửa đạn đạo truyền thống cuối cùng khiến dự án trở nên không cần thiết.
Tại Mỹ, khái niệm phương tiện bay dạng trượt-lượn được nhiều nhà khoa học tên lửa Đức mới chuyển đến Mỹ ủng hộ, như Walter Dornberger và Krafft Ehricke làm việc tại Bell Aircraft. Năm 1952, Bell đưa ra mẫu máy bay ném bom cất cánh thẳng đứng dựa trên Silbervogel, được đặt tên là Bomi. Đây là nền tảng đi tới các bước phát triển các phương tiện bay khác sau đó, bao gồm Robo, Hywards, Brass Bell và cuối cùng là Boeing X-20 Dyna-Soar. Các thiết kế trước đó thường là máy bay ném bom, trong khi các mẫu sau này nhằm mục đích trinh sát hoặc các vai trò khác..
Sau khi các tên lửa ICBM ngày một hoàn thiện, các khái niệm về máy bay ném bom dạng trượt-lượn, cùng với các ý tưởng về vệ tinh do thám đã bị hủy bỏ. Máy bay chiến đấu không gian X-20 tiếp tục được quan tâm trong suốt những năm 1960, nhưng cuối cùng lại là nạn nhân của việc cắt giảm ngân sách; sau một cuộc xem xét khác vào tháng 3 năm 1963, Robert McNamara đã hủy bỏ chương trình vào tháng 12, lưu ý rằng sau khi chi 400 triệu đô la, nó vẫn chưa thể thực hiện bất kỳ một nhiệm vụ nào.

### Sử dụng trong tên lửa
Trong những năm 1960, kỹ thuật trượt-lượn không được quan tâm nhiều như một giải pháp giúp tăng tầm bắn, vốn không xa hơn là mấy đối với các tên lửa hiện đại, nhưng nó là nền tảng trong kỹ thuật tăng khả năng cơ động của đầu đạn hồi quyển trên tên lửa ICBM. Mục tiêu chính là để đầu đạn hồi quyển có khả năng thay đổi quỹ đạo bay trong suốt quá trình quay trở lại bầu khí quyển do đó hệ thống phòng thủ tên lửa đạn đạo sẽ không có khả năng theo dõi đường đi của nó để tiến hành đánh chặn. Ví dụ đầu tiên về loại đầu đạn RV này là trong thử nghiệm Alpha Draco năm 1959, sau đó là một chuỗi thử nghiệm Boost Glide Reentry Vehicle (BGRV), ASSET và PRIME.
Các nghiên cứu này cuối cùng đã được đưa vào sử dụng trên đầu đạn MARV của tên lửa đạn đạo chiến thuật Pershing II. Nhưng đầu đạn chỉ sử dụng lực nâng trong thời gian ngắn để điều chỉnh quỹ đạo của nó, vào cuối quá trình đầu đạn hồi quyển, kết hợp dữ liệu từ hệ thống dẫn đường quán tính Singer Kearftt với radar chủ động của Goodyear Aerospace.
Liên Xô cũng đã nỗ lực phát triển đầu đạn MARV để chống lại hệ thống phòng thủ tên lửa của Mỹ, nhưng việc ngừng triển khai hệ thống phòng thủ của Mỹ vào những năm 1970 đã khiến Liên Xô ngừng theo đuổi chương trình này. Tuy nhiên mọi thứ đã thay đổi vào những năm 2000 với sự ra đời của Ground-Based Midcourse Defense của Mỹ, khiến Nga phải khôi phục lại chương trình này. Phương tiện bay hồi quyển được gọi là Object 4202 thời Liên Xô, được cho là đã thử nghiệm thành công vào tháng 10/2016. Hệ thống này được tiết lộ công khai vào ngày 1 tháng 3 năm 2018 với tên gọi Avangard (tiếng Nga: Авангард; tiếng Anh: Vanguard), chính thức đi vào hoạt động dưới dạng tải trọng đầu đạn trên ICBM RS-28 Sarmat từ ngày 27 tháng 12 năm 2019. Tổng thống Nga Vladimir Putin tuyên bố rằng Avangard đã được đưa vào sản xuất hàng loạt, đồng thời tuyên bố rằng khả năng cơ động của nó khiến nó trở nên bất khả xâm phạm trước tất cả các hệ thống phòng thủ tên lửa hiện tại.
Trung Quốc cũng đã phát triển đầu đạn dạng trượt-lượn có tên gọi DF-ZF. Ngược lại với các thiết kế MARV của Mỹ và Nga, mục tiêu chính của DF-ZF là sử dụng tính năng tăng tốc để tăng phạm vi khi bay ở độ cao thấp hơn độ cao đạn đạo thông thường tiếp cận cùng một mục tiêu. Điều này nhằm mục đích giữ nó ở ngoài tầm ngắm của các radar Hệ thống Aegis của Hải quân Hoa Kỳ càng lâu càng tốt. DF-ZF chính thức được công khai vào ngày 1 tháng 10 năm 2019. Những nỗ lực tương tự của Nga đã dẫn tới các dự án thử nghiệm siêu thanh Kholod và GLL-8 Igla , và gần đây hơn là phương tiện lượn siêu thanh Avangard/Yu-71 có thể được mang theo bởi tên lửa đạn đạo RS-28 Sarmat.
Boost-glide Boost-glide đã trở thành chủ đề được một số người quan tâm như một giải pháp khả thi cho yêu cầu của chương trình Prompt Global Strike (PGS), đòi hỏi một phương tiện bay có khả năng tấn công moi mục tiêu trên trái đất chỉ trong vòng một giờ sau khi phóng đi từ Mỹ. Lockheed Martin đang phát triển khái niệm này với tên gọi AGM-183A ARRW.

### Tàu vũ trụ
Kỹ thuật này đã được sử dụng trên các tàu thăm dò Mặt trăng Zond của Liên Xô, cho phép nó trượt khỏi bầu khí quyển một lần trước khi hạ cánh. Trong trường hợp này việc thực hiện kỹ thuật trượt một cách đầy đủ sẽ giúp tàu vũ trụ có khả năng vươn tới các khu vực hạ cánh có độ cao lớn hơn. Zond 6, Zond 7 và Zond 8 thực hiện các cú trượt thành công, còn Zond 5 đã thất bại. Tàu Chang'e 5-T1, vốn có quỹ đạo bay tương tự như Zond, cũng sử dụng kỹ thuật này.

### Citations
1. 1 2  "From Sänger to Avangard – hypersonic weapons come of age, From Sänger to Avangard – hypersonic weapons come of age - Royal Aeronautical Society".
2. ↑  "Here's How Hypersonic Weapons Could Completely Change the Face of Warfare". ngày 6 tháng 6 năm 2017.
3. 1 2  Yengst 2010, tr. 29.
4. ↑  Neufeld 1995, tr. 92.
5. ↑  Neufeld 1995, tr. 93.
6. ↑  Duffy, James (2004). Target: America — Hitler's Plan to Attack the United States. Praeger. tr. 124. ISBN 0-275-96684-4.
7. ↑  Reuter, Claus (2000). The V2 and the German, Russian and American Rocket Program. German - Canadian Museum of Applied History. tr. 99. ISBN 9781894643054.
8. 1 2  Yengst 2010, tr. 30-31.
9. ↑  Yengst 2010, tr. 31.
10. 1 2  Westman, Juhani (2006). "Global Bounce". PP.HTV.fi. Bản gốc lưu trữ ngày 9 tháng 10 năm 2007. Truy cập ngày 17 tháng 1 năm 2008.
11. ↑  Wade, Mark. "Keldysh". Encyclopedia Astronautica. Bản gốc lưu trữ ngày 25 tháng 10 năm 2002.
12. ↑  Godwin, Robert (2003). Dyna-Soar: Hypersonic Strategic Weapons System. Apogee Books. tr. 42. ISBN 1-896522-95-5.
13. ↑  "Rocket Liner Would Skirt Space to Speed Air Travel". Popular Science. tháng 2 năm 1955. tr. 160–161.
14. ↑  Bản mẫu:Cite tech report
15. ↑  Teitel, Amy Shira (ngày 12 tháng 6 năm 2015). "The Space Plane That Wasn't". Popular Science.
16. ↑  Wade, Mark. "ASSET". Encyclopedia Astronautica. Bản gốc lưu trữ ngày 25 tháng 4 năm 2002.
17. ↑  Jenkins, Dennis; Landis, Tony; Miller, Jay (tháng 6 năm 2003). AMERICAN X-VEHICLES An Inventory—X-1 to X-50 (PDF). NASA. tr. 30.
18. ↑  Wade, Mark. "Pershing". Encyclopedia Astronautica. Bản gốc lưu trữ ngày 5 tháng 3 năm 2002.
19. ↑  "Эксперт об "изделии 4202": теперь США будут меньше бряцать оружием". Ria. ngày 28 tháng 10 năm 2016. Truy cập ngày 16 tháng 9 năm 2018.
20. ↑  "Первый ракетный полк "Авангарда" заступил на боевое дежурство". TASS (bằng tiếng Nga). ngày 27 tháng 12 năm 2019. Truy cập ngày 27 tháng 12 năm 2019.
21. ↑  "Russia begins serial production of new cutting-edge glide vehicle". TASS.
22. ↑  "Chinese Develop "Kill Weapon" to Destroy US Aircraft Carriers". US Naval Institute. ngày 21 tháng 3 năm 2009.
23. ↑  "Russia testing hypersonic nuclear glider that holds 24 warheads and travels at 7,000mph". ngày 15 tháng 6 năm 2016.
24. ↑  Gertz, Bill (ngày 13 tháng 1 năm 2014). "Hypersonic arms race: China tests high-speed missile to beat U.S. defenses". The Washington Free Beacon.
25. ↑  Bản mẫu:Cite tech report
26. ↑  "Lockheed Martin secures second hypersonic air-to-surface weapon contract | Jane's 360". Bản gốc lưu trữ ngày 16 tháng 12 năm 2018. Truy cập ngày 16 tháng 12 năm 2018.
27. ↑  "Lunar L1". Bản gốc lưu trữ ngày 15 tháng 9 năm 2016.
28. ↑  The Soviet Space Race with Apollo, Asif Siddiqi, pages 655 and 656

### Bibliography
- Neufeld, Michael (1995). The Rocket and the Reich: Peenemünde and the Coming of the Ballistic Missile Era. Simon and Schuster. ISBN 9780029228951.
- Yengst, William (tháng 4 năm 2010). Lightning Bolts: First Maneuvering Reentry Vehicles. Tate Publishing. ISBN 9781615665471.